# Rotorua Lakes
Rotorua Lakes, früher Rotorua District genannt, ist eine größtenteils zur Region Bay of Plenty gehörende Verwaltungseinheit in Neuseeland. Der ehemalige Rotorua District Council (Distriktrat) benannte im November 2014 den Distrikt in Rotorua Lakes um, behielt aber seinen Sitz in der Stadt Rotorua, ebenso wie die Verwaltung des Distrikts. Der Rat des Distrikts nennt sich seitdem Rotorua Lakes Council.

## Umbenennung des Distriktnamens
Am 27. November 2014 wurde der Name des Distrikts in Rotorua Lakes Council mit der Begründung umbenannt, dass der Rat ein gänzlich anderer wäre als der in früheren Jahren, mit einem neuen Team, einer neuen Orientierung und neuer Vision. Mit dem neuen Namen wolle man der Änderung Rechnung tragen. In dem Distrikt befinden sich 18 Seen, dies wolle man der Welt mit dem neuen Namen verdeutlichen. Die Adresse des ursprünglichen Webauftritts des Distrikts www.rdc.govt.nz wird seitdem auf die neue Adresse www.rotorualakescouncil.nz umgeleitet.

## Geographie

### Geographische Lage
Der Distrikt besitzt 2409 km² reine Landfläche, von der sich etwa 60 % in der Region Bay of Plenty befindet und 40 % in der Region Waikato liegt. Mit 65.280 im Jahr 2013 gezählten Einwohnern kommt der Distrikt auf eine Bevölkerungsdichte von 27,1 Einwohner pro km² und ist damit der Distrikt mit der zweithöchsten Bevölkerungsdichte hinter dem Kawerau District.
Rotorua Lakes schließt im Westen an den South Waikato District an, im Norden an den Western Bay of Plenty District, im Osten an den Whakatāne District und im Süden an den Taupō District.
Der Distrikt liegt in der nördlichen Fortsetzung der Taupō Volcanic Zone, wobei der vulkanische aktive Teil des Distrikts um Lake Rotorua und den westlich davon liegenden Seen im nördlichen Teil liegen und damit in der Region Bay of Plenty. Zahlreiche Krater und Thermalquellen zeugen vom vulkanischen Untergrund. Die mit Abstand größte Stadt des Distrikts ist Rotorua. Alle anderen Orte liegen mit ihren Einwohnerzahlen unter 1000 Einwohner.

## Geschichte
Der Ortsname „Rotorua“ hat seinen Ursprung in der Sprache der Māori und setzt sich zusammen aus den Worten „rotu“ für See und „rua“ für zwei, was so viel wie „Zweiter See“ bedeuten würde.
Das heutige Rotorua wurde erst um 1830 von den Māori, die landeinwärts zogen, gegründet. In den 1860er Jahren war die Gegend ein bedeutender Schauplatz der Neuseelandkriege. Die Stadt Rotorua wurde in den frühen 1880er von Europäern gegründet, um Touristen, die die Seen besuchen wollten, beherbergen zu können. Dazu mieteten sie Land von dem Stamm der Ngāti Whakaue. Die Vereinbarung wurde nicht eingehalten und 1888 übernahm die Regierung das Land, die Rotorua zu einem Kurort ausbauen ließ. Seit dieser Zeit wuchs die Stadt kontinuierlich und wurde auch aufgrund des Umlandes zu einem begehrten touristischem Ziel.

## Bevölkerung

### Bevölkerungsentwicklung
Von den 65.280 Einwohnern des Distrikts waren 2013 22.413 Einwohner Māori-stämmig (34,3 %). Damit lebten 3,7 % der Māori-Bevölkerung des Landes im Rotorua District. Das durchschnittliche Einkommen in der Bevölkerung lag 2013 bei 26.900 NZ$ gegenüber 28.500 NZ$ im Landesdurchschnitt.

### Herkunft und Sprachen
Die Frage nach der Zugehörigkeit einer ethnischen Gruppe beantworteten in der Volkszählung 2013 67,5 % mit Europäer zu sein, 37,5 % gaben an, Māori-Wurzeln zu haben, 5,0 % kamen von den Inseln des pazifischen Raums und 6,3 % stammten aus Asien (Mehrfachnennungen waren möglich). 16,3 % der Bevölkerung gab an in Übersee geboren zu sein und 11,6 % der Bevölkerung sprachen Māori, unter den Māori 29,0 %.

## Politik

### Verwaltung
Der Rotorua District ist nicht wie andere Distrikte noch in unterschiedliche Wards eingeteilt. Die zwölf Councillors (Ratsmitgliedern) vertreten den gesamten Distrikt. Zusammen mit dem Mayor (Bürgermeister) bilden sie den District Council (Distriktsrat). Zusätzlich ist der Distrikt aber noch mit einem sogenannten Community Board (Gemeinderat) ausgestattet, in den vier Mitglieder gewählt werden. Der Bürgermeister, die zwölf Ratsmitglieder und die vier Gemeinderäte werden alle drei Jahre neu gewählt.

### Städtepartnerschaften
- Klamath Falls, USA
- Beppu, Japan
- Lake Macquarie City, Australien
- Wuzhong Distrikt der Stadt Suzhou, China[13]

## Wirtschaft
Zu den bedeutendsten Wirtschaftszweige des Distriktes zählen der Tourismus mit rund 2 Millionen Übernachtungen pro Jahr. 18 Seen, über 800 Hektar Parks und Gärten und über 100.000 Hektar Wald machen den Distrikt für Touristen interessant.

## Infrastruktur

### Verkehr
Verkehrstechnisch angebunden ist der District durch die New Zealand State Highways 5, 30, 33 und 36.